# Localidades mais austrais
As localidades mais austrais do mundo, excluindo as bases científicas e refúgios da Antárctida, são:
| Localidade                                        | Latitude  | Habitantes  |
| ------------------------------------------------- | --------- | ----------- |
| Puerto Toro, Chile                                | 55° 05' S | cerca de 50 |
| Puerto Williams, Chile                            | 54º 56' S | 1.868       |
| Puerto Almanza, Argentina                         | 54º 52' S | 100         |
| Ushuaia, Argentina                                | 54º 49' S | 82.615      |
| Tolhuin, Argentina                                | 54º 32' S | 9.879       |
| Grytviken, Ilhas Geórgia do Sul e Sandwich do Sul | 54º 17' S | <18         |
| Rio Grande, Argentina                             | 53º 47' S | 98.017      |
| Porvenir, Chile                                   | 53º 18' S | 5.992       |
| Punta Arenas, Chile                               | 53º 09' S | 123.403     |